# Schwarzes Kreuz Christliche Straffälligenhilfe
Schwarzes Kreuz Christliche Straffälligenhilfe e.V. ist ein in Deutschland eingetragener Verein mit Sitz in Celle, der Strafgefangenen und ihren Angehörigen Unterstützung anbietet. Er unterstützt und begleitet sie bei der Suche nach neuen Lebenswegen.  

## Geschichte
Der Verein wurde am 9. Januar 1925 durch Johannes Muntau, Gefängnisdirektor in Celle und von 1930 bis 1932 Mitglied des Reichstags, gegründet. Schon ab 1923 begann der Verein als Christliche Gefangenenhilfe mit „Laienhelfern“ seine Arbeit, als er Zugang zu den 112 Gefängnissen erhielt, die Muntau unterstellt waren. Kurt Tucholsky bezeichnet in einem im Jahr 1931 erschienenen Artikel die Gefangenenpolitik des Schwarzen Kreuzes als „eine Unverfrorenheit, in Strafgefangenen Objekte zu religiösen Experimenten zu sehen“.
Im April 1999 erhielt der Verein Schwarzes Kreuz seinen aktuellen Namen. Er hat bundesweit rund 460 Ehrenamtliche und Mitglieder. Der Verein ist dem Diakonischen Werk angeschlossen. Er ist Mitglied in den Diakonischen Werken in Niedersachsen und Sachsen und im  Evangelischen Bundesfachverband Existenzsicherung und Teilhabe. Er beruft sich bei seiner Arbeit auf das Evangelium und betrachtet sie als Beitrag zur Resozialisierung und Opferprävention.  
Vorsitzender ist seit 2015 Helge Bonacker, Berater bei der Agentur für Arbeit. Geschäftsführer war ab 2001 Pastor Otfried Junk. Nachfolgerin wurde 2021 Christina Tabea Brucker.

## Arbeit
Die Hilfe besteht dabei sowohl in Brief- und Besuchskontakten, der Seelsorge und der Durchführung von Veranstaltungen in den Gefängnissen als auch in praktischer Lebenshilfe. So unterstützt der Verein die Betroffenen beispielsweise nach Verbüßung der Haftstrafe bei der Resozialisierung (Wohnungssuche, Sozialkontakte etc.).

## Publikationen
- Schwarzes Kreuz aktuell: Berichte und Informationen aus der christlichen Straffälligenhilfe, ZDB-ID 2019056-6, Erscheinungsweise: unregelmäßig.
- Beispielhaft: Menschen im Schwarzen Kreuz, (Buch-Red: Irmtraud Meifert und Otfried Junk), Verlag Schwarzes Kreuz, 2013.